# لا توري دي إستيبان هامبران
لا توري دي إستيبان هامبران (بالإنجليزية: La Torre de Esteban Hambrán)‏ هي بلدية ومدينة في منطقة الحكم الذاتي كاستيا-لا مانتشا وتقع في مقاطعة طليطلة في وسط إسبانيا. تبلغ مساحة هذه المدينة 51 (كم²)، ويبلغ عدد سكانها 1758 نسمة حسب إحصاء المعهد الوطني الإسباني سنة 2008 م.

## وصلات خارجية
- الموقع الرسمي